# 弗拉基米尔·尤明
弗拉基米尔·谢尔盖耶维奇·尤明（俄语：Владимир Сергеевич Юмин，1951年12月18日—2016年3月4日），俄罗斯男子摔跤运动员。他曾代表苏联参加1976年夏季奥林匹克运动会摔跤比赛，获得男子自由式雏量级金牌。